# Amadeo VI de Saboya
Amadeo VI llamado el Conde Verde (en italiano: Amedeo Il Conte Verde, francés: Amédée Le Comte Vert; Chambéry, Saboya, Francia, 4 de enero de 1334 – Campobasso, Italia, 1 de marzo de 1383), conde de Saboya desde 1343 hasta 1383, fue un aristócrata francés, que extendió considerablemente el territorio y poder de Saboya.
Hijo de Aimón el Pacífico, conde de Saboya, Amadeo ascendió al trono a la edad de nueve años. Cruzó los Alpes en 1348 para sofocar una revuelta de las ciudades piamontesas y obtuvo una victoria sobre los habitantes rebeldes de la región del Valais (al este de Ginebra) en 1352. En 1355 se casó con Bona de Borbón, cuñada del delfín Carlos (después Carlos V de Francia).
Las victorias militares y compras de la región alpina en la década de 1350 aumentaron sus posesiones, creando la base geográfica para un estado unificado que comprendía casi la totalidad de los Alpes occidentales. Luego adquirió territorios en el lado italiano de las montañas.
En 1365 el emperador alemán Carlos IV lo hizo vicario imperial. Un año después Amadeo respondió al llamado del papa Urbano V para una cruzada contra los turcos, contra quienes luchó en Galípoli. Después de una campaña contra los búlgaros en la región del Mar Negro, restauró a su primo, Juan V Paleólogo, en el trono bizantino.
Su creciente prestigio lo convirtió en árbitro de muchas de las disputas entre las potencias italianas. Actuó como mediador entre Florencia y Pisa en 1364, entre los marqueses de Montferrato y la familia Visconti desde 1375 hasta 1379, y entre Venecia y Milán en un lado y Génova en el otro, negociando la paz de Turín (1381). Al año siguiente produjo un acuerdo entre los genoveses y el rey de Chipre y fue invitado después por los nobles güelfos (pro-papales) de Génova para ser dux y tomar la ciudad bajo su protección, sin embargo fue una oferta vacía ya que los güelfos estaban fuera del poder.
En 1382 Amadeo se unió al papa Clemente VII y al príncipe francés Luis I de Anjou en el proyecto de rescatar a la reina Juana I de Nápoles del papa rival Urbano VI y Carlos de Durazzo, pretendiente al trono de Nápoles. Lanzado en junio de 1382, la expedición fue acosada por la enfermedad y el hambre y quedó estancada en el sur de Italia. Al siguiente invierno, Amadeo fue atacado por la peste y murió.

## Vida
Nació en Chambéry el 4 de enero de 1334, hijo de Aimón el Pacífico de Saboya y Yolanda Paleóloga de Montferrato, sucedió a padre en 1343 cuando solo tenía nueve años. Hasta su mayoría de edad las riendas del condado estuvieron dirigidas por sus primos Luis II de Vaud y Amadeo III de Ginebra. Joven astuto y emprendedor, Amadeo VI participó en numerosos torneos en su juventud, en el que acostumbraba portar armas y banderas de color verde, por lo que se ganó el calificativo de Il Conte Verde (El Conde Verde). Por este color era reconocido de entre los demás, y cuya fama de valiente e intrépido le precedieron, incluso cuando ascendió al trono continuó vistiéndose de ese color (el verde).
Además de ser un valeroso combatiente, Amadeo también gozó de una fama de mujeriego. Muchas leyendas se originaron a su alrededor, entre estos esta el enigmático escrito FERT, que estaba en el emblema de la Orden de la Santísima Anunciación, que él mismo fundó.
En 1349 Humberto II de La Tour du Pin, Delfín de Viennois entregó su título y principado al futuro Carlos V de Francia. En aquel momento el nuevo delfín era nieto del rey Felipe VI de Francia e hijo de su heredero, Juan II de Francia. Humberto II se retiró al monasterio dominico.
```
Amadeo, enfadado por esta cesación, que era un formidable vecino de Saboya, entró en guerra con Francia, a quien derrotó en 1354.
```

En un tratado concluido en París al año siguiente Amadeo acordó intercambiar el territorio en Delfinado más allá de los ríos Ródano y Guiers, a cambio del reconocimiento como soberano indiscutible de Faucigny y del Condado de Gex, así como Conde de Genevois, estos títulos habían sido el tema de contención entre los Condes de Saboya y los Delfines de Viennois.
La República de Génova y la República de Venecia discutían sobre la propiedad de la isla de Bozcaada en el Mar Egeo. Se decidió que la isla fuese propiedad del Conde de Saboya. Más tarde el papa Clemente VII persuadió a Amadeo para acompañar a Luis I de Anjou en una expedición a Nápoles. Aquí en 1382 el Conde conquistó con Luis los Abruzos y Apulia.
Amadeo inició una cruzada de menor importancia en 1366 contra Murad I del Imperio otomano para ayudar a su primo segundo, Juan V Paleólogo, el emperador de Bizancio. El apodo de Conde Verde se refería a sus vestimentas de esa color y aparece en ocasiones rodeado por la escolta vestida de verde.
En 1381 en Turín, medió entre Génova y Venecia y patrocinó el tratado de paz que trajo y terminó la Guerra de Chioggia y la larga Guerra Veneciano-Genovesa. Murió en 
Campobasso en 1383.

## Matrimonio ydescendencia
Se casó en 1355 en París con Bona de Borbón y Valois, hija de Pedro I de Borbón, cuñada de Carlos V de Francia, descendiente de Felipe III de Francia. 
Tuvieron dos hijos:
- Amadeo VII de Saboya (1360-1 de noviembre de 1391). Se casó con Bona de Berry (1365–1435), hija del Duque Juan I de Berry y una sobrina de Bona de Borbón.
- Luis de Saboya (1362 - 1365).